# Octarrhena ensifolia
Octarrhena ensifolia är en orkidéart som först beskrevs av Oakes Ames, och fick sitt nu gällande namn av Rudolf Schlechter. Octarrhena ensifolia ingår i släktet Octarrhena och familjen orkidéer.
Artens utbredningsområde är Filippinerna. Inga underarter finns listade i Catalogue of Life.